# NHKニュース645
NHKニュース645（エヌエイチケーニュースろくよんご）は、NHK総合テレビジョンで週末、祝日、お盆、年末年始に放送の夕方の『NHKニュース』のローカルニュース枠の通称である。

## 解説
番組名は地域により異なり、関東地方と山梨県では「ニュース645」（内容は関東甲信越のニュースで字幕放送付き）。他の地域では「○○（地域名）ニュース645」、「○○（地域名）645」としている場合が多いが、単に「ニュース」「ニュース気象情報」のタイトルで放送している局もある。大相撲開催期間には郷土出身力士の結果を伝える局があるほか、プロ野球の球団を持つ本拠地ではデーゲームの結果、ナイトゲーム（ナイター）の速報を伝えている局もある。

## 放送時間
- 土曜日・日曜日・祝日 18:45 - 19:00
- 一部の土曜日・日曜日・祝日・お盆・年末年始 18:50 - 19:00（EPGでは「650」を付ける地域あり）
- 途中、東京のスタジオから全国の気象情報を放送（一部地域は全編制作局から気象情報を放送）。